# Heikki Westerinen
Heikki Westerinen (Helsinki, 27 aprile 1944) è uno scacchista finlandese.
Diventò Maestro all'età di 16 anni, Maestro Internazionale nel 1967 e Grande maestro, il primo della Finlandia, nel 1975.
Vinse quattro volte il campionato nazionale finlandese (1965, 1966, 1968 e 1970).
Dal 1962 al 2006 ha partecipato con la Finlandia a 19 edizioni delle Olimpiadi degli scacchi (otto volte in 1ª scacchiera), realizzando complessivamente il 56,1 % dei punti. Ha vinto due medaglie individuali: d'argento in 2a scacchiera alle olimpiadi di Tel Aviv 1964 e di bronzo in 2a scacchiera alle olimpiadi di L'Avana 1966.
Principali risultati di torneo:
- 1969:  vince il torneo B di Wijk aan Zee;
- 1971:  primo-terzo a Berlino;
- 1973:  vince il Torneo di Dortmund (ripetuto nel 1975);
- 1973:  primo a Sant Feliu de Guíxols, pari primo a Palma di Majorca, secondo ad Oslo;
- 1974:  vince la Rilton Cup di Stoccolma (ripetuto nel 1975);
- 1978:  primo a Roskilde;
- 1979:  primo a Londra e a Helsinki;
- 1985:  primo ad Amburgo;
- 1994:  primo a Vantaa;
- 1995:  pari primo a Gausdal.

Prende il suo nome l'attacco Westerinen della difesa siciliana:
1.e4 c5 2.Cf3 e6 3.b3 (ECO B40)